# رونالد کوموی
رونالد کوموی (ژاپنی: ﾛﾅﾙﾄﾞ ｹﾓｲ؛ زادهٔ ۱۹ سپتامبر ۱۹۹۵) دونده دو نیمه‌استقامت اهل کنیا است.
وی در مسابقات کشوری و بین‌المللی در مجموع برندهٔ ۱ مدال برنز شده است.